# Nigidius amplicollis
Nigidius amplicollis là một loài bọ cánh cứng trong họ Lucanidae. Loài này được Quedenfeld mô tả khoa học năm 1884.